# Тейлор Голл
Тейлор Стрба Голл (англ. Taylor Strba Hall; 14 листопада 1991, м. Калгарі, Канада) — канадський хокеїст, лівий нападник. Виступає за «Чикаго Блекгокс» у Національній хокейній лізі.
Виступав за «Вінсдор Спітфаєрс» (ОХЛ), «Едмонтон Ойлерс», «Оклахома-Сіті Беронс» (АХЛ), «Нью-Джерсі Девілс», «Аризона Койотс», «Баффало Сейбрс», «Бостон Брюїнс».
В чемпіонатах НХЛ — 854 матчі (274+435), станом на листопад 2024. 
У складі національної збірної Канади учасник чемпіонатів світу 2013 і 2015 (18 матчів, 9+6). У складі молодіжної збірної Канади учасник чемпіонату світу 2010. У складі юніорської збірної Канади учасник чемпіонату світу 2008.

## Досягнення
- Володар трофею Приз сім'ї Еммс (2007-2008)
- Переможець юніорського чемпіонату світу (2008)
- Чемпіон ОХЛ (2009, 2010)
- Володар трофею Еда Чіновета (2010)
- Срібний призер молодіжного чемпіонату світу (2010)
- Чемпіон світу (2015, 2016)
- Учасник матчу всіх зірок НХЛ (2011, 2016, 2017, 2018, 2019)